# Pachydactylus geitje
Pachydactylus  es una especie de saurópsido escamoso del género Pachydactylus, familia Gekkonidae. Fue descrita científicamente por Sparrman en 1778.
Habita en Sudáfrica.